# 加卡洛普

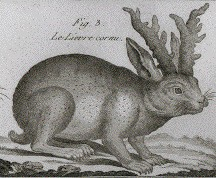
鹿角兔

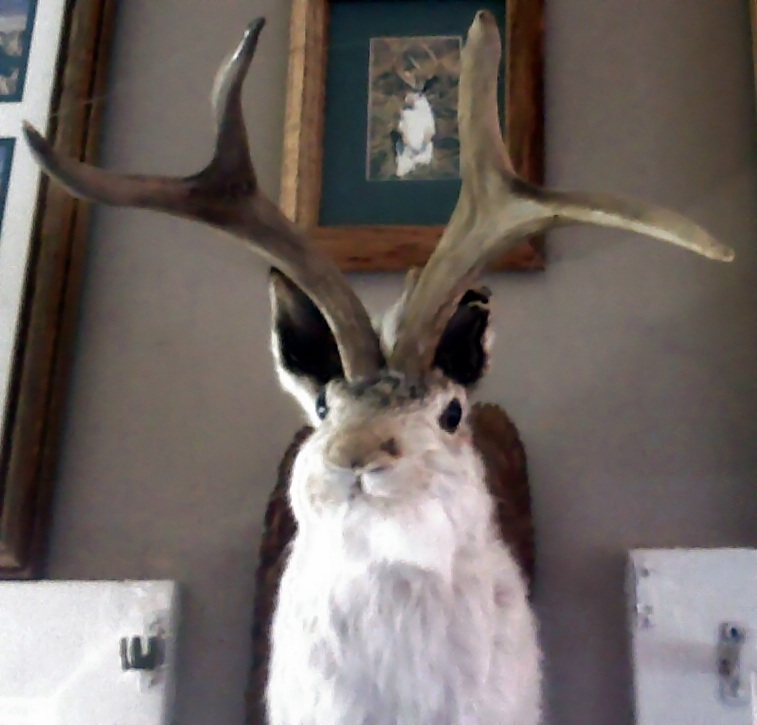
鹿角兔的剝制標本

鹿角兔的像，南達科他州

鹿角兔是民間傳說中，長有鹿角的野兔。

## 歷史
美國懷俄明州的道格拉斯被認為是鹿角兔傳說的起源地；根據傳說，鹿角兔最早曾在1829年被人看見。當地甚至有一個鹿角兔節日，通常在6月舉行。
鹿角兔傳說的普及化通常歸功給Douglas Herrick，懷俄明州道格拉斯鎮的居民，標本店的老闆。1930年代，Douglas和他的兄弟Ralph開始販售填充的鹿角兔頭部給大眾，而且變得家喻戶曉。

## 科學解釋

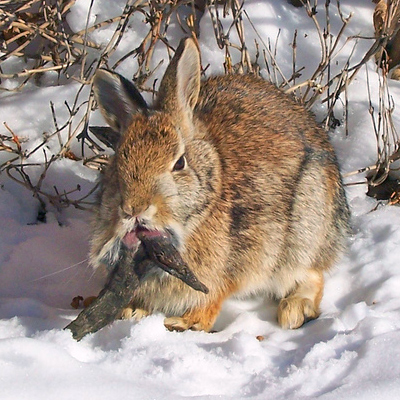
頭部感染腫瘤的野兔

過去人們認為這是有人惡作劇把鹿角裝在兔子頭上；然而近年的研究發現，長有「鹿角」的野兔很可能是感染棉尾兔乳頭瘤病毒的兔子。這種病毒會在兔子頭部附近生成角質的腫瘤。當腫瘤過大時，可能會影響寄主的進食能力，並可能導致寄主餓死。

## 文化

### 電腦科學
- Ubuntu 9.04將以鹿角兔為名：Jaunty Jackalope。[1]

## 其他傳說中的兔形生物
- 沃尔珀丁格 － 德國巴伐利亞，長角，有翅、尖牙的兔子。
- Skvader（英语：Skvader） － 瑞典，有翅膀，松雞尾的兔子。